# Greblje (nekropola stećaka)
Nekropola stećaka Greblje nekropola je koja datira iz kasnog srednjeg vijeka (druga polovina 14. i 15. stoljeća). Nalazi se na području općine Slivno, sjeverno od sela Provići. Brojčano je jedna od najvećih nekropola neretvanskog područja. Od 67 stećaka kojima je utvrđen oblik, 36 je ploča, 29 sanduka i 2 sljemenjaka. Evidentirana su 33 ukrašena primjerka, a najčešći motivi su križevi, razne kombinacije štita i mača, zatim polumjeseca, zvijezda i rozeta te uobičajene bordure, a specifičnost ove nekropole su kompozicije s prikazom motiva križa, konja i zmije. Prema korištenim ornamentima nekropola pokazuje veze s obližnjim nekropolama sa stećcima na bližem području Hercegovine.

## Zaštita
Pod oznakom Z-4966 zavedeno je kao nepokretno kulturno dobro - pojedinačno, pravna statusa zaštićena kulturnog dobra, klasificirano kao "kopnena arheološka zona/nalazište".

## Vanjske poveznice
- Kovačević Bokarica, Nela; Perkić, Domagoj. Dokumentiranje lokaliteta Prović – Greblje (PDF). Hrvatski arheološki godišnjak. 9/2012: 868.-871. ISSN 1845-8408